# Drassodes manducator
Drassodes manducator är en spindelart som först beskrevs av Tamerlan Thorell 1897. Drassodes manducator ingår i släktet Drassodes och familjen plattbuksspindlar.
Artens utbredningsområde är Myanmar. Inga underarter finns listade i Catalogue of Life.